# 초차원액션 넵튠 U
초차원액션 넵튠 U(超次元アクション ネプテューヌU, Hyperdimension Neptunia U: Action Unleashed)는 컴파일 하트와 탬소프트가 개발하고 아이디어 팩토리 인터내셔널이 출시한 핵 앤 슬래시 비디오 게임이다. 초차원게임 넵튠 게임 시리즈의 스핀오프 타이틀로, 섬란 카구라 -소녀들의 진영- 및 오네찬바라 게임 작업으로 유명한 탬소프트가 게임을 제작할 때 컴파일 하트가 2014 전격 스테이지 이벤트에서 발표했다. 이 게임은 2014년 8월 28일 일본에서 출시되었으며, 2015년 5월 북미 및 PAL 지역에서 플레이스테이션 비타용으로 출시되었다.

## 평가
| 평론 점수 평론사 점수 PC PS 비타 디스트럭토이드 N/A 8/10 [ 1 ] 패미츠 N/A 27/40 [ 2 ] 게임즈TM N/A 7/10 [ 3 ] 통합 점수 메타크리틱 50/100 [ 4 ] 71/100 [ 5 ] |        |         |
| 평론 점수 |        |         |
| 평론사 | 점수   | 점수    |
| 평론사 | PC     | PS 비타 |
| 디스트럭토이드 | N/A    | 8/10    |
| 패미츠 | N/A    | 27/40   |
| 게임즈TM | N/A    | 7/10    |
| 통합 점수 |        |         |
| 메타크리틱 | 50/100 | 71/100  |